# Пьер Ришар-Вильм
Пьер Ришар-Вильм (фр. Pierre Richard-Willm, настоящее имя — Александр-Пьер Ришар фр. Alexandre-Pierre Richard; 3 ноября 1895, Байонна, Атлантические Пиренеи, Франция — 2 апреля 1983, Париж, Франция) — французский актёр театра и кино.

## Биография
Александр-Пьер Ришар родился в семье инженера. Его мать, Элизабет-Фанни Вильм, умерла в возрасте тридцати одного года, и его воспитывала бабушка по матери. В 1913—1914 годах он учился в школе Школе изобразительного искусства (фр. École des Beaux-Arts) в Нанте, затем в 1916 году был мобилизован в армию и воевал во время Первой мировой войны. После войны он стал скульптором, а в 1921 году стал играть небольшие роли на театральной сцене Народного театра Мориса Поттеше в Бюссане. От 1925 до 1929 года был актером Театра Одеон, дебютировав в роли в постановке «Дамы с камелиями» Александра Дюма (сына).
В 1924 году Александр-Пьер Ришар принимал участие в художественном конкурсе к VIII Олимпийским играм в Париже, создав группу скульптур из регби и катание на коньках[1].
Ришар-Вильм дебютировал в кино ролью в фильме Альберто Кавальканти «Вся его жизнь», впоследствии стал популярным актёром французского кино 1930—1940 годов, снявшись всего в 40 фильмах (в том числе «Московские ночи» (1934)). В 1943 году он сыграл свою самую известную роль Эдмона Дантеса в двух сериях киноадаптации «Графа Монте-Кристо» Александра Дюма-отца: «Граф Монте-Кристо: Эдмон Дантес» и «Граф Монте-Кристо: Возмездие» (режиссер Робер Вернэ). Снимался также в фильмах Пьера Бийона, Макса Офюльса, Жака Фейдера, Жульена Дювивье, Марка Аллегре, Марселя Л’Эрбье.
После окончания актерской карьеры, в 1950-х годах Ришар-Вильм руководил Народным театром (фр. Théâtre du Peuple) в Бюссане. В 1975 году он опубликовал свою автобиографию под названием «Loin des Étoiles».
Ришар-Вильм умер в Париже 2 апреля 1983 года в возрасте 87 лет. Похоронен на кладбище в Бюссане, Вогезы.

## Фильмография
- 1934 — Московские ночи / Les Nuits moscovites — капитан Иван Игнатов
- 1937 — Ёсивара / Yoshiwara — лейтенант Серж Поленов